# Tetrablemma mardionoi
Tetrablemma mardionoi là một loài nhện trong họ Tetrablemmidae.
Loài này thuộc chi Tetrablemma. Tetrablemma mardionoi được Lehtinen miêu tả năm 1981.